# Jacky Robertson
John Tait „Jacky“ Robertson (* 25. Februar 1877 in Dumbarton, Schottland; † 24. Januar 1935 in Glasgow) war ein schottischer Fußballspieler und -trainer.

## Werdegang
Robertson, der in der Abwehr spielte, hatte zu Anfang seiner Karriere kurze Aufenthalte beim FC Everton und dem FC Southampton, ehe ihm bei den Glasgow Rangers der Durchbruch gelang. Mit dem Verein wurde er drei Mal in Folge schottischer Meister und schaffte den Sprung in die schottische Nationalmannschaft. In 16 Spielen zwischen 1898 und 1905 gelangen ihm drei Tore, alle gegen Wales, dreimal führte er das Nationalteam als Kapitän aufs Feld.
1905 wechselte Robertson nach England und wurde als Spielertrainer der erste hauptamtliche Trainer des neu gegründeten FC Chelsea. Ihm gelang sogar das erste Tor des Vereins in einem Pflichtspiel, als er das entscheidende Tor zum 1:0-Sieg gegen den FC Blackpool erzielte. Obwohl er dem Verein als Tabellendritter der Second Division einen ordentlichen Erfolg beschert hatte, verließ Robertson den Verein nach nur einem Jahr, was möglicherweise etwas mit seinem Renommee als eifriger Schluckspecht zu tun hatte.
Anschließend war er bis 1909 Spielertrainer bei Glossop. Danach wurde Robertson Trainer der Reservemannschaft von Manchester United. Zwischen 1911 und 1913 trainierte Robertson den ungarischen Klub MTK Budapest.
Nach langer Krankheit verstarb er am 24. Januar 1935 im Alter von 57 Jahren in Glasgow. In Anwesenheit zahlreicher alter Weggefährten wurde er auf dem Rutherglen-Friedhof von Glasgow beigesetzt.